# Bevölkerungsgesetz

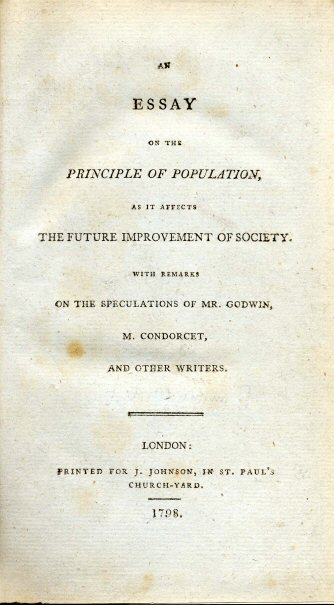
Titelblatt der Originalausgabe von An Essay on the Principle of Population von 1798

Das Bevölkerungsgesetz ist eine durch Thomas Robert Malthus im Jahre 1798 entwickelte Theorie über das weltweite Bevölkerungswachstum, dem lediglich ein geringeres Wachstum der Nahrungsmittelproduktion gegenüberstehe.

## Allgemeines
1. Außerhalb der Rechtswissenschaft (formales Gesetz) spricht man in den Wissenschaften von einem Gesetz, wenn aus einer Theorie orts-, zeit- und kulturunabhängig allgemeingültige Aussagen abgeleitet werden, die weltweit gelten.
2. Bevölkerungswachstum: Ein Gleichgewicht besteht solange, wie die Bevölkerung in einem Staat oder weltweit durch die Produktion von Nahrungsmitteln vor dem Hungertod und durch die Verfügbarkeit von Trinkwasser vor Verdursten bewahrt werden kann (Autarkie). Ein Ungleichgewicht entsteht, wenn dagegen die Bevölkerung stetig stärker wächst als die Nahrungsmittelproduktion oder das Bevölkerungswachstum Wasserknappheit zur Folge hat. Um das Gleichgewicht zu halten oder wiederherzustellen, sind theoretisch entweder restriktive Maßnahmen zu Lasten der Bevölkerungsentwicklung und/oder expansive Maßnahmen bei der Nahrungsmittelproduktion denkbar.

## Inhalt
Der Ökonom und Pfarrer Malthus untersuchte das Verhältnis von Bevölkerungswachstum und Bodenertrag. Das von Malthus zunächst 1798 anonym publizierte Buch erschien 1826 bereits in seiner sechsten Auflage. Für die Entwicklung einer Theorie oder für ein Gesetz ist zunächst die Auswahl von Prämissen, deren logische Deduktion sowie darauf aufbauend eine Prognose erforderlich.

### Prämissen
Malthus verwandte für seine Theorie drei Prämissen:
- Die vom Menschen erzeugten Nahrungsmittel folgen einem linearen Wachstum, die Nahrungsmittelmenge erhöht sich somit in gleichen Zeitabständen um den gleichen absoluten Betrag.
- Die Bevölkerungszahl entwickelt sich dagegen mit geometrischem Wachstum (Zinseszinsformel), sie erhöht sich mithin in gleichen Zeitabständen um gleichbleibende prozentuale Zuwächse.
- Die Mehrzahl der Menschen in der Arbeiter- und Unterschicht (englisch lower classes) reagiert auf eine materielle Verbesserung ihrer Lebensbedingungen durch eine Erhöhung der Geburtenrate.

Da jede geometrisch wachsende Reihe (Bevölkerung) jede lineare (Nahrungsmittel) ab einem bestimmten Punkt überschreitet, hat die Bevölkerung diesen Prämissen gemäß die Tendenz, ihren Nahrungsspielraum zu überschreiten, was eine Ernährungslücke mit sich bringt.

### Prognose
Diese drei Prämissen werden durch Malthus in logischer Deduktion zu der Prognose verdichtet, dass der Bodenertrag nur in arithmetischer Progression ({\displaystyle 1,2,3,4,5} usw.) wachsen könne, die Bevölkerung jedoch in geometrischer Progression ({\displaystyle 1,2,4,8,16} usw.) wachse, mit der Folge von Hunger und Armut. Hunger, Kriege oder Epidemien erhöhen die Sterberate als tatsächliche Hemmnisse (englisch positive checks), so dass das Existenzminimum erhalten bleibt. Die sich hieraus ableitende Bevölkerungsfalle sei letztlich ein Hemmnis für das Wirtschaftswachstum. Dem Menschen bleibe nur, durch Spätheirat oder Geburtenkontrolle (etwa durch Enthaltsamkeit) bei der Fortpflanzung die Geburtenrate im Rahmen einer Präventivkontrolle (englisch preventive checks) einzuschränken. Nicht Verbesserungen in der Produktion, sondern Restriktionen bei der Bevölkerungsentwicklung erschienen dem Pfarrer Malthus als Möglichkeit, die Ernährungslücke dauerhaft zu bekämpfen.
Soweit eine staatliche Armenpolitik betrieben wird, so Malthus, fördert dies die Zunahme der Armenbevölkerung, weil sich die Menschen nur fortpflanzten, wenn ein Existenzminimum genau dieses Verhalten begünstigen würde (Moral Hazard).

## Heutige Situation
Mehrere empirische Entwicklungen widersprechen den Prämissen von Malthus’ Bevölkerungsgesetz.
Entgegen der ersten Prämisse in Malthus’ Bevölkerungsgesetz wuchs und wächst die Produktion von Nahrungsmitteln nicht einfach linear. Insbesondere in westlichen Staaten stieg die Produktion im Rahmen der Grünen Revolution zeitweise exponentiell an. Auch die globale Nahrungsmittelproduktion wuchs zum Beispiel im Zeitraum zwischen 1964 und 2014 um rund 200 % auf das Dreifache.
Entgegen der zweiten und dritten Prämisse wächst die Weltbevölkerung seit 1963 nicht mehr exponentiell, sondern in etwa linear. Die Geburtenraten sinken weltweit und besonders in den wohlhabenden Ländern (Bevölkerungsrückgang), während der durchschnittliche Wohlstand zunimmt.
In China wurde eine Zeit lang mit den von Malthus empfohlenen Instrumenten durch Familienplanung mit der Ein-Kind-Politik und Bildungsförderung in den unteren Gesellschaftsschichten vorgegangen.

## Rezeption
Der englische Premierminister William Pitt der Jüngere ließ sein 1797 verfasstes Amendement zum 1784 erlassenen Armengesetz aus Rücksicht auf die Einwendungen derjenigen fallen, „deren Meinungen zu respektieren er verpflichtet war“, wobei er Jeremy Bentham und Malthus meinte. Charles Darwin maß dem Werk von Malthus eine große wissenschaftliche Bedeutung bei und wandte die Theorie im Rahmen seiner Abstammungstheorie auf das gesamte Tier- und Pflanzenreich an. Am 28. September 1838 kam er bei der Lektüre von Malthus’ Buch (6. Auflage 1826) auf die Idee, das Selektionsprinzip auf Organismen im Naturzustand anzuwenden. John Stuart Mill stützte 1848 die Bevölkerungslehre mit dem Gesetz vom abnehmenden Bodenertrag. Der von Mill beeinflusste Neomalthusianismus propagierte Verhütungsmittel zur Geburtenkontrolle, die Malthus noch abgelehnt hatte. Neben Mill äußerten sich auch William Stanley Jevons und Alfred Marshall positiv über Malthus‘ demografische Arbeit.
Der deutsche Nationalökonom Gustav Cohn urteilte 1882 über das Bevölkerungsgesetz: „Das unerschütterlichste und wichtigste Naturgesetz der ganzen bisherigen Nationalökonomie“. Eugen Philippovich von Philippsberg kommentierte 1897 die Erfahrung, dass die Bevölkerung die Tendenz habe, „sich über die Grenze der … dargebotenen Unterhaltsmittel [Nahrungsmittel, d. Verf.] hinaus zu vermehren“. Als größter Gegner erwies sich indes Franz Oppenheimer, als er 1901 schrieb: „Die Bevölkerung hat nicht die Tendenz, über die Unterhaltsmittel hinauszuwachsen, vielmehr haben die Unterhaltsmittel die Tendenz, über die Bevölkerung hinauszuwachsen“. Johannes Conrad erkannte 1902 das Gesetz in wesentlichen Teilen als richtig an und bestätigte, dass bei „günstiger Konjunktur sofort die Bevölkerungszunahme steigt, während ungünstige dieselbe sofort vermindert“. Werner Sombart hielt es 1938 dagegen für „wohl das dümmste Buch der Weltliteratur“. Julius Wolf bestritt 1917 nicht, „dass der Fortpflanzungstrieb sich auf Erden nicht unbeschränkt betätigen kann, dass der beschränkte Raum der Erde ihm Grenzen gesetzt hat“. John Maynard Keynes sah in Malthus‘ Buch eine Pionierarbeit „in der soziologischen Geschichtsschreibung“. Bereits 1919 erkannte Keynes das Trauma des Ersten Weltkrieges aus Malthusscher Perspektive als einen Kampf um knappe Ressourcen, ausgelöst durch den Bevölkerungszuwachs in Deutschland. Im Jahr 1933 meinte er sogar, dass die Ökonomen des 19. Jahrhunderts anstatt auf David Ricardo besser auf Malthus gehört hätten, denn dann wäre die Welt heute ein klügerer und reicherer Ort. Colin Clark, der dem Bevölkerungsgesetz eher ablehnend gegenüberstand, ließ es 1939 für Russland gelten: „Ein Land mit unfruchtbaren Böden, aber dafür umso fruchtbareren Ehebetten, in denen der Teufel noch wütet, unbehelligt durch die Marx'sche Dialektik“. Herwig Birg kam 2006 zum Schluss, dass das Bevölkerungsgesetz weder eine klare, nicht-triviale Prämisse enthalte, noch werde gezeigt, unter welchen Bedingungen die Thesen durch Daten überprüft werden können.